# Bevern, Pinneberg
Bevern là một đô thị thuộc huyện Pinneberg, bang Schleswig-Holstein, Đức.